# Kuikli
Kuikli (est. Kuikli, Kuigli järv) – jezioro w Estonii, w prowincji Valgamaa, w gminie Karula. Położone jest na południe od wsi Rebasemõisa. Ma powierzchnię 2,4 ha linię brzegową o długości 690 m, długość 225 m i szerokość 175 m. Sąsiaduje z jeziorami Väiku-Kuikli, Lajassaarõ, Ahnõjärv, Pautsjärv, Vihmjärv, Suur-Apja. Położone jest na terenie Parku Narodowego Karula.